# Christian Kracht
Christian Kracht, född 29 december 1966 i Saanen, är en schweizisk författare och journalist.

## Biografi
Kracht gick på internatskolan Schule Schloss Salem i Baden och studerade senare på Lakefield College School i Ontario, Kanada. Han har en examen från Sarah Lawrence College, New York. Krachts far, Christian Kracht d.ä., var huvudföreträdare för förlaget Axel Springer under 1960-talet. År 2016 placerade den politiska tidskriften Cicero Kracht på plats 41 på sin årliga lista över Tysklands viktigaste intellektuella. 2022 hade han klättrar till plats 30. Kracht är gift med regissören Frauke Finsterwalder, tillsammans har de en dotter. De har bott i Los Angeles, Indien, Schweiz. Numera är de bosatta i Buenos Aires.

## Journalistik
Kracht har arbetat för ett antal tyska tidningar och tidskrifter, inklusive veckomagasinet Der Spiegel. Under 1990-talet var han Spiegels Indienkorrespondent i New Delhi, där han efterföljde Tiziano Terzani. Därefter reste han under flera år runt i Asien med Bangkok som huvudsaklig boendeort. Krönikor från dessa resor publicerades kontinuerligt i tidningen Welt am Sonntag och samlades senare i boken Der gelbe Bleistift (”Den gula blyertspennan”), utgiven år 2000. Mellan november 2006 och oktober 2007 skrev Kracht kåserier för tidningen Frankfurter Allgemeine Zeitung. Kolumnen som publicerades varannan lördag hade från början titeln "Brev från...", eller "Samtal med..." vilket sedan ändrades till ”Brev från det förflutna”.

## Samarbeten
Kracht har genomfört flera samarbetsprojekt med konstnärer och andra författare. 1998 var han redaktör för Mesopotamia, en samling fotografiska och litterära fragment och korta berättelser av den tyska så kallade poplitteraturens främsta ställföreträdare, såsom Rainald Goetz, Andreas Neumeister and Benjamin von Stuckrad-Barre. Poplitteraturen återkommer i Tristesse Royal (1999), utgiven efterföljande år tillsammans med Benjamin von Stuckrad- Barre, Joachim Bessing, Eckhard Nickel och Alexander von Schönburg. Boken bygger på inspelningar av samtal kring populärkultur som ägde rum på hotell Adlon i Berlin. Verket har beskrivits som ett poplitteraturens högvattenmärke och Kracht framställdes, mot sin vilja, som rörelsens frontfigur. Nickel och Kracht samarbetade återigen mellan september 2004 och juni 2006 med tidskriften Der Freund, med redaktionen placerad i Nepal och senare i San Francisco . Bland de medverkande fanns bland andra Ira Cohen, Reinhold Messner, Rem Koolhaas, Momus och David Woodard. Totalt gjordes åtta nummer av Der Freund.
2006 publicerade Kracht tillsammans med Eva Muntz och Lukas Nikol Die totale Erinnerung, en fotobok om Kim Jung Ils Nordkorea. 2008 utkom Ferien für immer (Semester för evigt), en bok bestående av reflektioner kring ”världens angenämaste platser”, återigen författad tillsammans med Eckhart Nickel. I februari 2007 publicerades Metan, resultatet av en klättringsexpedition till Kilimanjaro som Kracht genomförde tillsammans med författaren Ingo Niermann. Boken som beskriver metangasens mystiska kraft fick blandade recensioner. En kritiker beskrev den som "großer Quatsch" ("nonsens"), medan en annan menade att den skulle ses som en parodi på alarmism och tolkas som ett skämt och "som sådant inte ett dåligt".
2011 publicerades en brevkorrespondens mellan Kracht och David Woodard med titeln Five years. Trots att boken har karaktären av ett performance-verk gav vissa textpassager upphov till kontrovers, särskilt hänvisningar gjorda av Woodard till Nueva Germania. Exempelvis hävdade kritikern Georg Diez i veckomagasinet Der Spiegel att Five Years innehöll rasistiskt och högerpolitiskt tankegods, något som enligt honom även kunde återfinnas i Krachts roman Imperium (2012). Diez hållning mötte i sin tur massiv kritik av kritiker- och författarkollegor under en utdragen litteraturdebatt förd i tyska tidningar och tidskrifter under 2012. Martin Lagerholm har skrivit om debatten i artikeln ”Tintinliknande kokosapostel provocerar” i Svenska dagbladet.

## Stil
Christian Kracht slog igenom med en utpräglad muntlig stil, präglad av hans år som journalist. I senare litterära arbeten har han sökt sig mot en mer litterär prosa med ett språkbruk som kan beskrivas som antikverad. 
Krachts verk kretsar ofta kring resande och sökande efter utopier och andlig upplysning i för romanpersonerna främmande länder och kulturer. Böckerna innehåller ofta anspelningar på välkända litterära verk, däribland Thomas Manns Bergtagen, Robert Byrons reseskildringar och Tintin. I förstautgåvan av Ferien für immer ("Semester för evigt"), en bok om ”världens angenämaste platser”, också skriven med Eckhart Nickel och utgiven 1998, är illustrationerna tydligt inspirerade av Hergé.
Kracht förhåller sig till författarrollen på samma sätt som en skådespelare förhåller sig till sin rollfigur. Detta har ibland lett till en otydlig gräns mellan författare och berättare där exempelvis huvudpersonen i romanen Faserland felaktigt har tolkats som självbiografisk. Krachts mediala framträdanden har också präglat synen på hans böcker och gjort honom till en kontroversiell figur i den tyskspråkiga litteraturen. Han har bland annat blivit kritiserad för sin beskrivning av talibanledaren Mulla Omar som ”camp” , och för beskrivningen av Nordkorea som en gigantisk simulation i förordet till Die totale Erinnerung (2006) . Kracht har själv beskrivit sin stil som parodisk och en blandning av hög- och lågkultur. Han talar om sina böcker med självironi och kallar dem ”lätt underhållning”, samtidigt som han menar att ”den högsta konstformen efter arkitekturen är komedin. Jag tolkar mina verk som komiska. ”
En avgörande händelse som kommit att förändra synen på Krachts författarskap var hans framträdande under våren 2018 inom ramen för den årliga poetikföreläsningsserien vid Goethe-universitetet i Frankfurt am Main, ett prestigefullt uppdrag som varje år tilldelas en författare verksam i det tyskspråkiga litteraturområdet. I sin inledande föreläsning berättade Kracht för första gången hur han som tolvårig internatelev vid Lakefield College School i Kanada utsatts för sexuella övergrepp av en präst, någonting som han blivit påmind om sedan det avslöjats att den numera bortgångne prästen Keith Gleed förgripit sig på ett stort antal pojkar. Kracht beskrev hur detta kommit att prägla hans skrivande, i form av återkommande skildringar av sexuellt laddad maktutövning.

## Romaner

### Faserland
Krachts första roman Faserland publicerades 1995 och utnämndes av kritikerna till den nya tyska poplitteraturens centrala verk. Boken behandlar samtidens konsumtionskultur och den tyska medelklassens identitetskris. Vissa kritiker drog paralleller till Bret Easton Ellis böcker och anklagade Kracht för plagiat.

### 1979
Krachts andra roman 1979 utkom år 2001 och beskrevs av kritikerna som Krachts svanesång till poplitteraturen. Romanen utspelar sig under den iranska revolutionen och skildrar bräckligheten hos ett dekadent västerländskt värdesystem och dess maktlöshet inför totalitära tankesystem som teokratisk islamism och maoism. Romanen gavs ut i samband med terrorattackerna den elfte september och ådrog sig allmänhetens uppmärksamhet. Med 1979 ansågs Kracht vara på väg "mot det verkliga allvaret" . Kracht har själv bestridit detta och menar istället att han skriver lättsam underhållning och att romanen är kitsch. 1979 har satts upp som pjäs i regi av Matthias Hartmann, i Zürich, Bochum och Wien.

### Ich werde hier sein im Sonnenschein und im Schatten
Ich werde hier sein im Sonnenschein und im Schatten (sv. Jag kommer att vara här i solsken och i skugga) publicerades år 2008 och rönte stor uppmärksamhet i den tyskspråkiga litterära världen och fick huvudsakligen ett positivt mottagande. Die Welt kallade den för en “strålande skräckhistoria” medan Süddeutsche Zeitung jämförde den med Ernst Jüngers verk och beskrev den som ”den vackraste tyska prosa som för närvarande erbjuds”. Die Zeit utsåg i sin tur den till årets roman. Boken är ett exempel på alternativ historieskrivning och handlar om hur en schweizisk sovjetrepublik (SSR), grundad av Lenin, för ett evighetslångt krig med flera andra totalitära stater. Läsaren får följa en sovjetisk partikommissaries sökande efter en mystisk gestalt vid namn Brazhinsky, som visar sig dela flera karaktärsdrag med romanfiguren Kurtz i Joseph Conrads Heart of Darkness. Ich werde hier sein… har beskrivits som en dystopisk berättelse om slutet för all civilisation. I maj 2011 utkom även den svenska översättningen av boken, Jag kommer att vara här i solsken och i skugga, på förlaget Ersatz, översatt av Anna Bengtsson (översättare). Faserland, 1979 och Ich werde hier... formar en trilogi.

### Imperium
Krachts roman Imperium från 2012 fick likt föregångaren Ich werde hier… ett mycket positivt mottagande i pressen. Det litterära tillvägagångssättet känns igen från den förra romanen genom att Kracht också här skriver in historiska personer i en litterär fantasi som friskt leker med datum och detaljer. Därmed delar romanen också flera drag med Die Vermessung der Welt, (sv. Världens mått) av författaren Daniel Kehlmann, som Kracht också korresponderade med under arbetet med Imperium. Imperium handlar om den historiska personen August Engelhardt i den dåvarande Bismarckarkipelagen (nuvarande Papua Nya Guinea) i början av 1900-talet. Engelhardt är en idealistisk tysk emigrant som startat en koloni för så kallade ”kokovorer” – ett slags radikala vegetarianer som uteslutande livnär sig på kokosnötter. Berättelsen om Engelhardt låter också andra personer ur den tyskspråkiga kulturhistorien träda fram som exempelvis Hermann Hesse, Thomas Mann och Franz Kafka. Imperium är den första romanen av Kracht som berättas av en så kallad allvetande berättare. Berättaren, som tycks modellerad efter Thomas Manns förnumstigt-eleganta berättarröster, förklarar Engelhardts tankar och liv för läsaren mot bakgrund av 1900-talets bredare historiska skeenden. Boken har, precis som föregångaren Ich werde hier sein…, jämförts med Joseph Conrads Mörkrets hjärta.
Litteraturkritikern Georg Diez menade i veckomagasinet Der Spiegel att romanen ”framför allt uppvisar författarens släktskap med högerextrema idéer”. Anklagelsen mot Kracht om att han skulle ge uttryck för rasistiska idéer har tillbakavisats av åtskilliga kritiker och författare, däribland förläggaren Helge Malchow och författarna Daniel Kehlmann, Feridun Zaimoğlu och Elfriede Jelinek. 2012 belönades Imperium med den schweiziska kantonen Berns stora litteraturpris. Senare samma år mottog Kracht det prestigefyllda Wilhelm Raabe-priset. I prismotiveringen beskrev juryn hur “Imperium balanserar på gränsen mellan humor och skräck […] med stor säkerhet och formar på så sätt en betydelsefull knut i den tyskspråkiga samtidslitteraturens väv.” .

### Die Toten
Romanen Die Toten (sv. De döda) utspelar sig under tidigt 1930-tal i Berlin och Tokyo. I centrum står huvudpersonerna Emil Nägeli, schweizisk filmregissör, och Masahiko Amakasu, japansk kulturbyråkrat med storslagna planer på att skapa en ”axel av celluloid” mellan Tyskland och Japan, för att i sin tur få den nya, anglo-amerikanska ljudfilmen på fall. Nägeli får i uppdrag att förverkliga denna plan i form av en skräckfilm, och beger sig till Japan. I romanen speglas de båda huvudpersonernas liv i varandra, inte minst deras ömsesidiga längtan bort från en kultur de vantrivs i, med långa introspektiva tillbakablickar på deras liv. Samtidigt utgörs den enda egentliga kontakten dem emellan av Nägelis käresta, skådespelerskan Ida von Üxküll. Romanens rika persongalleri omfattar en rad historiska gestalter, förutom Masahiko Amakasu även Charlie Chaplin, mediemogulen Alfred Hugenberg, filmteoretikern Sigfried Kracauer och kritikern Lotte Eisner. Tematisk kretsar romanen kring filmmediets förmåga att förvandla människan till gengångare, bortom hennes kroppsliga död. Fotografiets och filmens massmediala genombrott ger upphov till en frånvarande närvaro i form av ett fastfruset medialt liv efter detta, en tanke som Krachts roman både iscensätter och undersöker på djupet, i form av ett radikalt främlingskap inför den egna kroppen skapat genom kameraögat.
Romanens mottagande var övervägande positivt. Die Zeits kritiker lyfte fram Krachts litterära hantverksskicklighet, medan Neuer Zürcher Zeitungs recensent menade att Kracht på litteraturens område förmådde göra det som bandet Laibach gjort på musikens område: en analys av totalitarismens iscensättning av sig själv. Den svenska översättningen De döda fick ett delvis blandat mottagande: I Dagens Nyheter hyllades språkkonstnären Kracht, vars roman beskrevs som "ett blodigt reningsbad för totalitära tider", medan Expressens Ulf Olsson istället blev obehaglig till mods: "Kracht fyller sin roman med en heideggersk närvaro-mystik som smakar rätt illa."

### Eurotrash
Eurotrash är en fristående fortsättning på Kracht Faserland och utspelar sig 25 år efter att debutromanens berättare, Christian Kracht, avslutat sin resa genom Tyskland och landat i Zürich. Också Eurotrash är en roadtrip, denna gång genom författarens och berättarens hemland, Schweiz. I sällskap med sin piller- och alkoholmissbrukande mamma reser berättaren genom alplandskapet för att skänka bort familjens smutsiga pengar och bryta tystnaden om familjens medlöperi under nationalsocialismen. I en intervju inför boksläppet berättade Kracht om sin morfar: "Ja, min mors far var nazist. Han förnekade Holocaust. Han var med i SS. I verkligheten var det exakt som i romanen. Jag lider inte av det, men jag skämms." I likhet med Faserland leker författaren med verklighet och fiktion och med litterär självframställning. Enligt vissa kritiker i allt för hög grad. Helmut Böttiger på Deutschlandfunk Kultur, tröttnade på Krachts poserande och såg där bakom inget annat än en "skrift på tomgång". De flesta andra kritiker var mer positiva. Die Zeits Ljoma Mangold var betagen i Krachts litterära spel, Tobias Rüther i FAZ kallade den för en "skickligt berättad" och "fenomenal bok". I Sverige var kritiken genomgående mycket positiv. En "bländande roman", enligt DN. UNT:s kritiker kallade romanen för en "förvånansvärt varm historia", medan Sydsvenskan menade att den påminde om Thomas Bernhard. GP skrev med en underdrift att det "är ganska tjusigt". SvD kallade den för "stilistiskt njutbar".
2025 nominerades den engelska översättningen av Eurotrash till det brittiska Bookerpriset. Under våren 2025 påbörjades en filmatisering av boken.

### Air
Christian Krachts senaste roman Air är en äventyrsroman som inspirerats av Astrid Lindgrens Bröderna Lejonhjärta. Den utspelar sig på Orkeny-öarna, i Stavanger och därefter i en medeltida fantasyvärld där går solen ner i öster och upp i väster. Den schweiziska inredningsaktitekten Paul får ett lukurativt uppdrag att måla en norsk serverhall i den perfekta vita färgen. Samtidigt som Paul befinner sig i serverhallen når strålningen från en solstorm jordens yta och Paul slungas iväg till en annan värld. Paul slår följe med den 9-åriga flickan Ildr, tillsammans flyr de en ondskefull hertig som jagar Paul ända bort till en kall stenvärld.
I romanen tematiseras den samtida esteticismens tomhet genom Paul, det liv i skönhet som borde ha skapat mening framstår i slutändan som innehållslöst. Den inredningstidskrift som givit Paul uppdraget att måla serverhallen är egentligen en täckmantel för andra aktiviteter. Det mest meningsfulla verkar vara att fly in i andra, fantastiska världar.

## Iscensättningar och andra arbeten
Ett flertal böcker av Christian Kracht har dramatiserats. Sedan 2004 har en pjäs baserad på romanen 1979 i regi av Matthias Hartmann spelats på teatrar i Zürich, Bochum, Hannover och Wien. 2009 spelades en pjäs baserad på Ich werde hier sein im Sonnenschein und im Schatten på scener i Basel, Stuttgart och Berlin.
2012 uppfördes en pjäs baserad på Faserland på Schauspiel Hannover. På Theater Thalia i Hamburg regisserade Jan Bosse 2012 en teaterversion av Imperium. 2017 spelade Stadttheater Bern Die Toten i regi av Claudia Meyer. På Berlins Schaubühne uppfördes 2021 en pjäs baserad på Eurotrash. Även här stod Jan Bosse för regin. 
Kracht har även författat manuskriptetet till spelfilmen Finsterworld tillsammans med Frauke Finsterwalder som också regisserat den. Filmen hade premiär 2013. Paret har även gjort en nyinspleningen av filmen Sissi som hade premiär 2023 på den 73:e Berlinalen. 